# 柴田由美子 (声優)
柴田 由美子（しばた ゆみこ、1964年11月21日 - ）は、日本の元女性声優、整理収納アドバイザー、YouTuber。東京都出身。

## 経歴
高校時代、芝居と声の学校に通っていた。一度は大学受験のため中断したが、大学受験に失敗し、偶々青二塾のCMを見て「ちょっと試しに」と応募し、同塾に2期生として入塾。
アニメでのデビューは『コアラボーイコッキィ』のニック役となる。
以前は青二プロダクション、81プロデュースに所属していた。
現在は整理収納アドバイザーを務めながらYouTuberとしても活動している。

## 人物
若々しくかわいらしい声を持つ。
趣味・特技は歌、英会話。
妹はアクセサリー、編み物の作家。息子がいる。

## 出演

### テレビアニメ
1984年
- コアラボーイコッキィ（ニック）

1985年
- 悪魔島のプリンス 三つ目がとおる（女生徒）
- ハイスクール!奇面組（1985年 - 1987年、若人蘭）

1986年
- 剛Q超児イッキマン（ソフィー）
- ゲゲゲの鬼太郎（第3作）（1986年 - 1988年、セイコ、若杉先生〈代役〉、京子、鬼太郎の母）
- 聖闘士星矢（1986年 - 1988年、春麗）
- ドラえもん（テレビ朝日版第1期）（ロボットB）
- 北斗の拳（サキ〈2代目〉）
- メイプルタウン物語（カン・クマノフ）
- ワンダービートS（スギタ・マリエ）

1987年
- 愛の若草物語（ジェニー・スノー）
- 新メイプルタウン物語 パームタウン編（カン、ジョージの少年時代、秘書）
- トランスフォーマー ザ☆ヘッドマスターズ（小猿）
- Bugってハニー（サンタ）
- ビックリマン（1987年 - 1988年、カメ助、上り御殿）

1988年
- キテレツ大百科（夫人、男の子、シンデレラ、女、ジミー、女の子C）
- 魁!!男塾（ヨーコ）
- 新グリム名作劇場（子供）
- 闘将!!拉麵男（ナルト）
- 魔神英雄伝ワタル（EXマン）

1989年
- 獣神ライガー（アキラ、兄）
- 魔神英雄伝ワタル2（EXマン）

1992年
- ウルトラマンキッズ 母をたずねて3000万光年（シーモン）

1993年
- 恐竜惑星（萌）

1995年
- あずきちゃん（コンパニオン）
- モジャ公（獣医さん）

### 劇場アニメ
- キン肉マン 正義超人vs古代超人（1985年、幼稚園児）
- キン肉マン 晴れ姿!正義超人（1985年、腰元）
- 妖精フローレンス（1985年）
- ハイスクール!奇面組（1986年、若人蘭）
- RUNNING BOY スター・ソルジャーの秘密（1986年、北海まきば）
- 聖闘士星矢 邪神エリス（1987年、ミミ子）
- 聖闘士星矢 真紅の少年伝説（1988年、春麗）
- Bugってハニー メガロム少女 舞（1988年、サンタ[16]）
- ちびまる子ちゃん（1990年、女の子A）
- 姫ゆりの塔（1995年）

### OVA
1985年
- 戦え!!イクサー1（1985年 - 1987年、女兵士、まみ、クトゥルフ兵士）

1986年
- 活劇少女探偵団
- ザ・ヒューマノイド 哀の惑星レザリア（シェリー）
- キン肉マンの交通安全（少年B）
- トゥインクルハート 銀河系までとどかない（チェリー）

1987年
- くりいむレモン3周年記念スペシャル 卒業アルバム くりいむレモン名場面集（美亜）※クレジット表記無し

1988年
- 妖精王（ユーナ）

1989年
- 紅い牙 ブルー・ソネット（職員）
- 真魔神英雄伝ワタル 魔神山編（ワタルの母）

1990年
- スーパーリアル麻雀 ミキ・カスミ・ショー子のはじめまして（カスミ）
- スーパーリアル麻雀 麻雀バトルスクランブル（カスミ）

1991年
- がんばれゴエモン 次元城の悪夢（クリスティーヌ）
- 創竜伝
- BURN-UP（マキ）

1993年
- モルダイバー（エリザベス）

1994年
- プリンセス・ロード〜薔薇と髑髏の紋章〜（ユーリエ）
- マジカルトワイライト（1994年 - 1995年、チップル） - 「MOMO」名義

1996年
- BURN-UP W（マキ）

### ゲーム
- スーパーリアル麻雀PIII、グラフィティ（1988年、芹沢香澄）
- 迷宮のエルフィーネ（1988年、ピクシー）
- 電脳都市OEDO808 獣の属性（1991年、リサ、不破沙織）
- スーパーリアル麻雀スペシャル ミキ・カスミ・ショウコの思い出より（1992年、芹沢香澄）
- ザ・クィーン・オブ・デュエリスト（1993年、マーシャ・アターバック）
- スーパーリアル麻雀PII・III カスタム（1994年、芹沢香澄）
- FRAY CD 〜サーク外伝〜（1994年、フレイア・ジェルバーン〈フレイ〉）
- スーパーリアル麻雀P・Vカスタム（1995年、芹沢香澄）
- いまどきのバンパイア（1996年、ニーナ）
- プチカラット（1997年、アクア・ベリルマリン、シーモンド、サファイア・コランダム）
- 対戦麻雀ファイナルロマンス4（1998年、鈴蘭）
- 対戦麻雀ファイナルロマンス4（1998年、鈴蘭、葵トモコ）※セガサターン
- 星のピアス（1999年、朧月藍子）
- 聖闘士星矢 聖域十二宮編（2005年、春麗）
- 対戦麻雀ファイナルロマンス4 Remaster（2023年、鈴蘭、葵トモコ）※Nintendo Switch、ライブラリ出演

### 吹き替え

#### 映画
- トライアル・バイ・ジュリー
- プレイボーイ
- レスガード
- ローサ

#### アニメ
- ぞうのババール（ポム）

### CM
- テレビ
  - トミーこどものおもちゃシリーズ（ナレーション）
- ラジオ
  - 白泉社（ナレーション）
  - トキノ（ナレーション）
  - 小学館 小学1年生・6年生（ナレーション）
  - コウユウ社出版（ナレーション）
  - ペプシMX（ナレーション）
- バラエティ
  - ねるとん紅鯨団（ナレーション）
  - 脳みその具（ナレーション）

### テレビ番組
- あいうえお（クークーの声）

### その他コンテンツ
- 英会話ジオスビデオ（顔出し出演）
- タオタオ絵本館ビデオ（顔出し出演）
- 東急百貨店ビデオ（顔出し出演）